# FS Alkor
Le FS Alkor est un navire océanographique allemand (FS, en allemand : Forschungsschiff). Le propriétaire est l'état du Schleswig-Holstein. Le navire fut exploité par l'Institut für Meereskunde Kiel (en) jusqu'en 2003, maintenant par l'institut qui lui succédera, l'IFM-GEOMAR-Leibniz-Institut für Meereswissenschaften (L'Institut Leibneiz d'océanogaphie). Le gestionnaire nautique est le Briese Schiffahrts GmbH & Co. KG (de) à Leer. La planification des missions relève de la responsabilité du groupe de pilotage de l'Institut océanographique de l'Université de Hambourg. Le navire est nommé d'après Alcor, l'étoile compagne de Mizar (ζ UMa) située dans la constellation de la Grande Ourse.
En plus de l'Alkor, le GEOMAR exploite également le navire de recherche FS Poseidon, ainsi que le cotre de recherche FK Littorina et le bateau FB Polarfuchs, qui servait à l'origine de laboratoire pour le navire de recherche RV Polarstern.

## Histoire
Le navire a été construit en 1989/90 sur le chantier Cassens-Werft (de) à Emden. La pose de la quille a eu lieu le 9 septembre 1989 et le lancement le 11 septembre 1989. Le navire, achevé en avril 1990, a été mis en service le 2 mai 1990 et a remplacé l'ancien navire de recherche du même nom construit de 1965. Le navire a été financé en tant que projet spécial par le ministère fédéral de la Recherche et de la Technologie. Les coûts de construction se sont élevés à environ 33 millions de DM ; l'état de Schleswig-Holstein a pris en charge dix pour cent des coûts.
La propulsion du navire est diesel-électrique. Le moteur d'entraînement est un moteur électrique de la Lloyd Dynamowerke (type: GC 395/103/6) d'une puissance de 1.100 kW. Le moteur électrique agit sur une hélice fixe et donne au navire une vitesse maximale de 12 nœuds. Pour la production d'électricité, il existe trois générateurs diesel de 800 kVA chacun, ainsi qu'un diesel auxiliaire (195 kVA) et un générateur de secours (35 kVA).
Le navire a un rayon de déploiement d’environ 7.500 milles marins et peut donc rester en mer jusqu’à 30 jours sans interruption. Il dispose de quatre laboratoires (laboratoire humide, sec, thermo et polyvalent), ainsi que de treuils, de grues (y compris une perche pivotante ) et d’équipements sonars à des fins de recherche.
L'Alkor est principalement utilisé dans la mer Baltique, le Skagerrak et le Cattégat et dans la mer du Nord. Leur plus long voyage les a conduits dans les eaux côtières du Portugal. En 2012, il avait déjà effectué environ 400 missions de recherche couvrant plus de 520. 00 milles marins.
L' Alkor est le sister-ship du navire de recherche FS Heincke de l'Institut de biologie d'Heligoland de l'Institut Alfred Wegener pour la recherche polaire et marine.

## Galerie

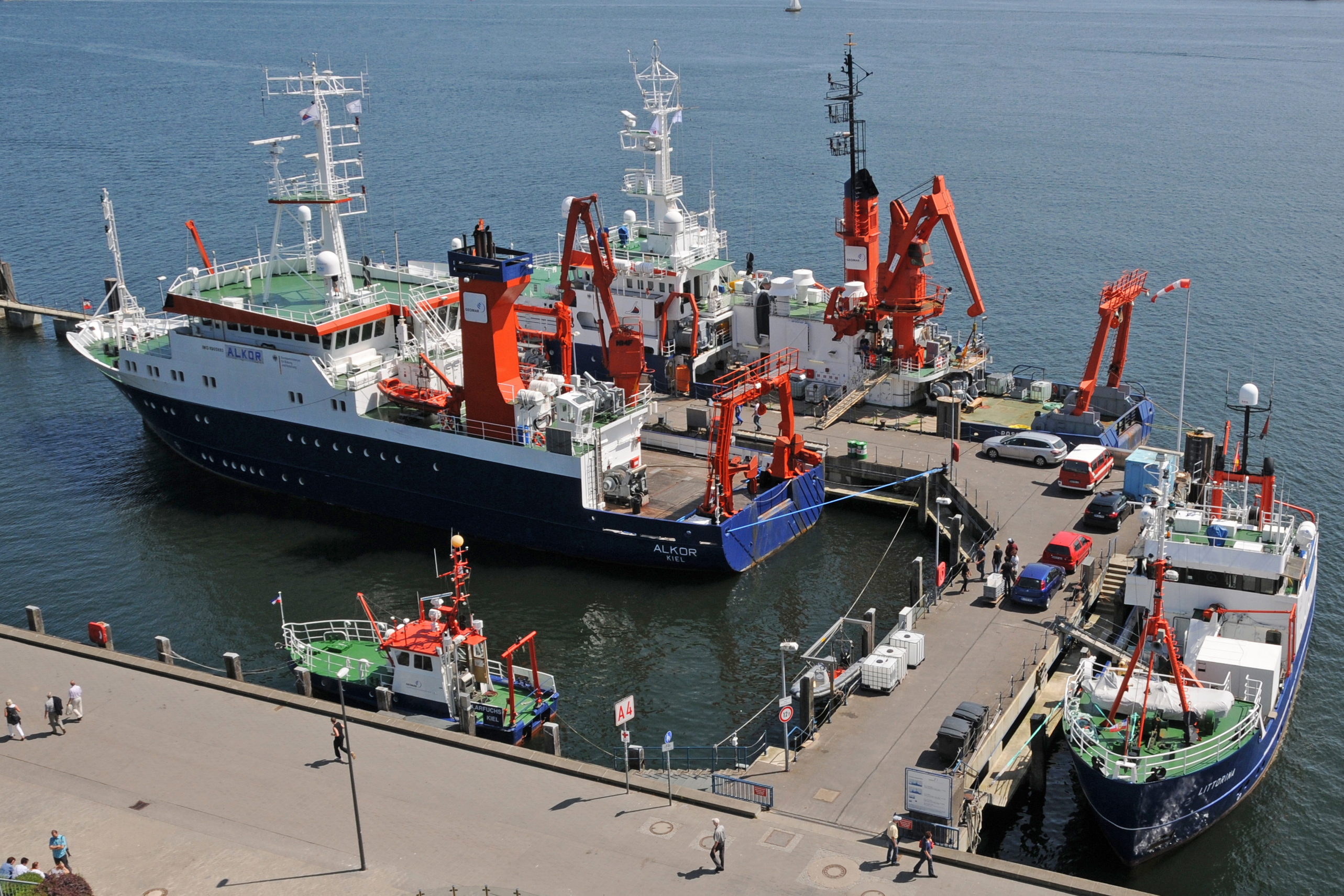
Alkor et Poseidon
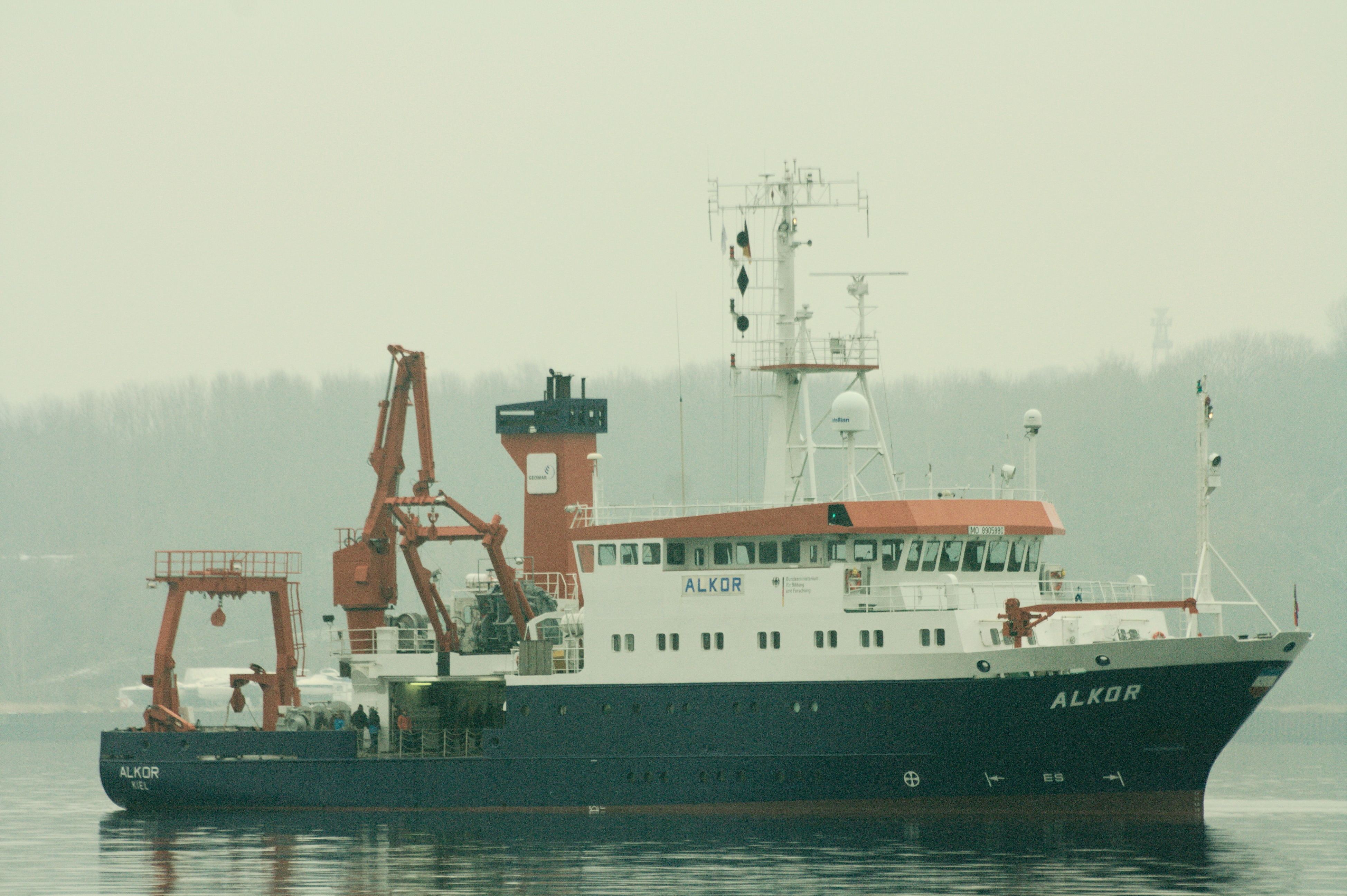
Alkor
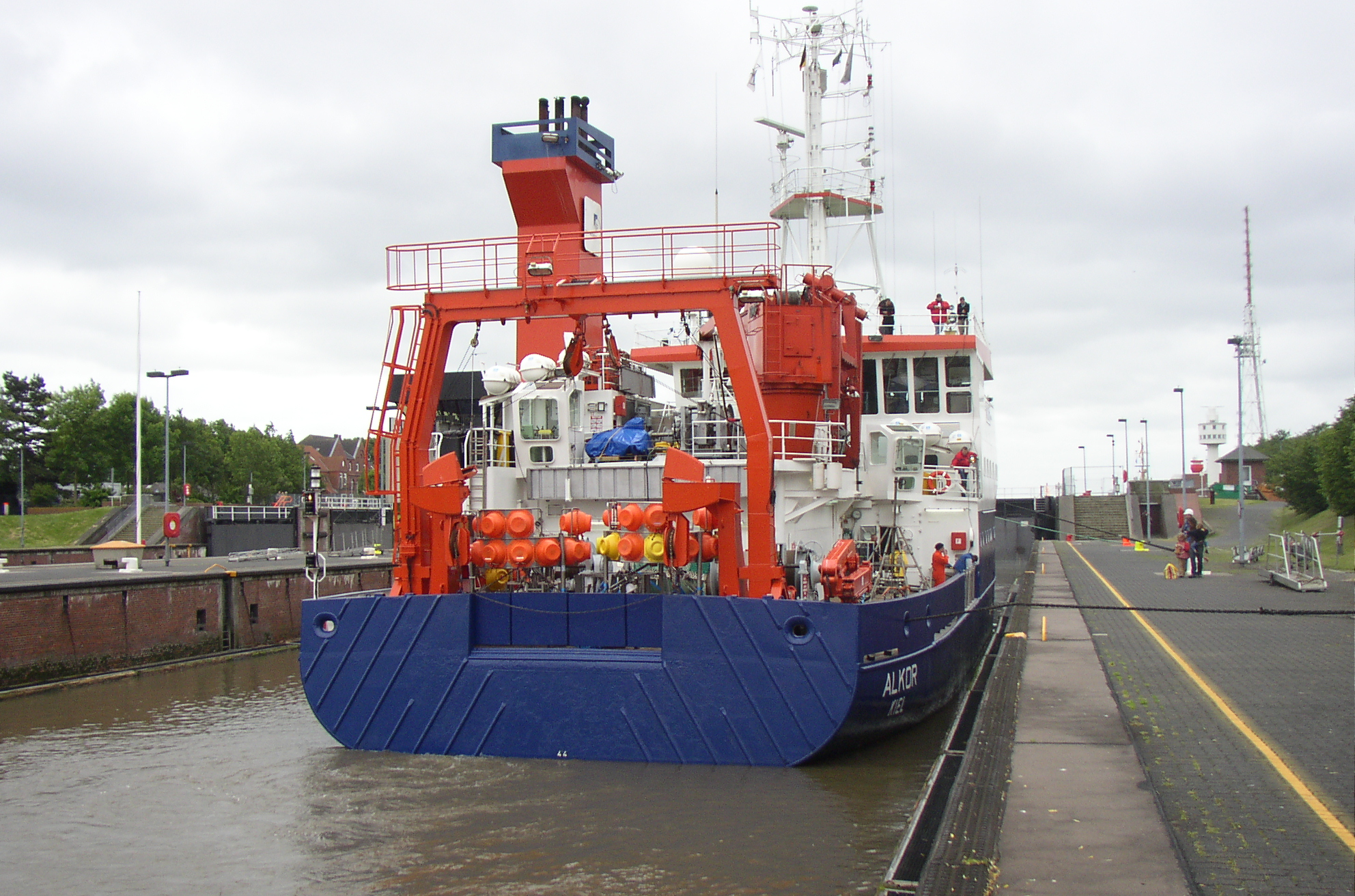
Alkor